# Guga Baúl

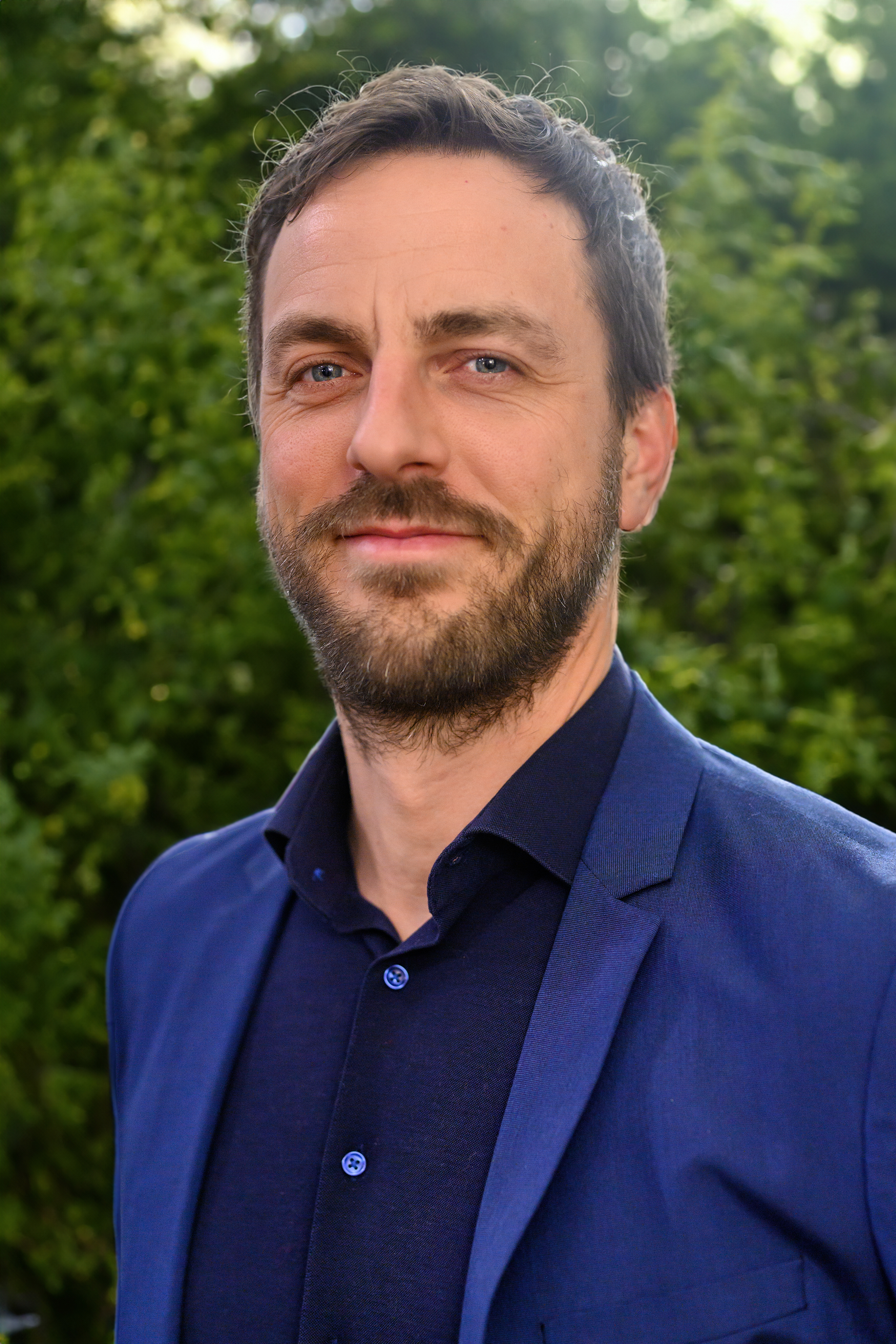
Guga Baúl in 2023

Guga Baúl, pseudoniem van Laurent Gaëtan Bailleul (Oostende, 3 april 1986), is een Vlaams acteur, komiek en imitator.

## Levensloop
Bailleul liep school in het Koninklijk Atheneum Pegasus in Stene en studeerde aan de UGent communicatiewetenschappen. Na zijn studies werd hij leraar Nederlands en Frans in het atheneum.

### Carrière
De artiestennaam van Bailleul is gebaseerd op twee van zijn idolen: "Guga" was de bijnaam van de voormalige proftennisser Gustavo Kuerten, "Baúl" is dan weer afkomstig van zijn achternaam "Bailleul" en de voetballer Raúl González Blanco. In 2005 nam hij deel aan de Kunstbende in Roeselare en aan Comedy Casino, waardoor zijn carrière gelanceerd werd. De grote bekendheid kwam er in 2010, nadat hij meespeelde in het VTM-programma Tegen de Sterren op, waarin hij tientallen mensen imiteerde.
In november 2012 ging Baúls eerste theatershow, Maestroloog, in première, die succesvol in de Vlaamse culturele centra liep. Maestroloog werd afgesloten in Baúls thuisstad Oostende in een uitverkocht Kursaal. In het theaterseizoen 2013-2014 werd de show hernomen. In 2015 kwam hiervan een dvd uit.
In 2012 was Baúl te zien in Sportstories, de sporttheatershow van Stef Wijnants, waaraan ook enkele columnisten (onder anderen Michel Wuyts, Annelien Coorevits en Luk Alloo) en komieken (onder anderen Steven Mahieu) bijdroegen. 
In 2013 was Baúl dagelijks op VTM te horen in het programma Funnymals, waarin hij samen met Chris Van den Durpel komische conversaties insprak op beelden van dieren.
Baúl toerde in de zomer van 2014 met Radio Guga, een muziekproject met zangimitaties van onder anderen Raymond van het Groenewoud, Yevgueni, Editors, Ozark Henry, Passenger en Bart Peeters. En ook in de zomer van 2015 trad hij op met de festivalversie van Radio Guga. In theaterseizoen 2015-2016 trad hij op met Radio Guga in een iets andere versie, de theaterversie onder de titel 'Intiem' en in de zomer van 2016 trad hij weer op met de festivalversie. In theaterseizoen 2016-2017 trad hij op met de theaterversie tot januari 2017. In het najaar van 2016 kwam zijn tweede dvd uit.
In 2015 was Baúl te zien in de tweede tournee van Sportstories, de sporttheatershow van Stef Wijnants. Samen met Raf Coppens en Herman Verbruggen zorgde hij voor de komische noot in de show. In 2016 had hij een gastrol in Patrouille Linkeroever.
Baúl trad ook een aantal keer op als acteur voor gastrollen in diverse Vlaamse tv-series en in panels, of als kandidaat in (humoristische) televisieprogramma's. In 2015 vertolkte hij een gevangene in de film F.C. De Kampioenen 2: Jubilee General. In F.C. De Kampioenen 3: Forever speelde hij opnieuw een gevangene. Tevens was Baúl in 2016 te zien in het televisieprogramma Boxing Stars. In 2019 vertolkte hij de rol van Danny in F.C. De Kampioenen 4: Viva Boma.
In 2020 was hij het gastspeurder in de derde aflevering van The Masked Singer. In 2022 zat hij 5 afleveringen in The Masked Singer als IJskoning. In 2023 treedt hij op met Jonas Van Thielen met de show Badje vol met stroop. 
In het najaar 2023 nam hij deel aan De Slimste Mens ter Wereld, en hij won in de finale van weervrouw Jacotte Brokken.

### Privé
Sinds 2014 heeft hij een relatie met actrice Tine Embrechts, met wie hij twee kinderen heeft.

## Televisie
- F.C. De Kampioenen (2003) - als fuiver
- Tegen De Sterren Op (2010-2018) - verschillende rollen
- Vrienden Van de Veire (2011) - als zichzelf
- Galaxy Park (2011-2012) - als Jim 'Vlammetje'
- Vermist (2012) - als Glenn Bauwens
- Vroeger of later? (2012, 2013) - als zichzelf
- De Slimste Mens ter Wereld (2013) - als jurylid
- Connie & Clyde (2013) - als Jos
- Lang Leve (2013-2014) - verschillende rollen
- Beste Kijkers (2014) - als zichzelf
- Vlaamse streken (2015) - verschillende rollen
- Zijn er nog kroketten? (2015-2016) - als zichzelf
- Patrouille Linkeroever (2016) - als campingbewoner
- Het grootste licht (2016) - als zichzelf
- Ge hadt erbij moeten zijn (2017) - als vader van Niels
- Kan iedereen nog volgen? (2018) - als zichzelf
- Wat een Jaar! (2019) - als zichzelf
- Goed Verlof (2019) - als presentator, samen met Tine Embrechts
- Code van Coppens (2019, 2020, 2021) - als zichzelf (met 2019: Jelle De Beule, 2020: Tine Embrechts en 2021: Conner Rousseau)
- De Positivo's (2020) - als zichzelf
- RIP 2020 (2020) - verschillende rollen
- Voor altijd Kampioen (2021) - als zichzelf (fan)
- The Masked Singer (2022) - als IJskoning (5 afleveringen)
- Onder Vuur (2022-2023) - als sergeant Anton Marquet
- The Big Bang (2023) - als zichzelf samen met Dimitri Leue
- De Slimste Mens ter Wereld (2023) - als kandidaat en winnaar
- Starstruck (2023) - als jurylid
- Kamp Jeroom (2024) - samen met OSKI
- Kung Fu Helden (2025) - als deelnemer

## Film
- De Club van Sinterklaas & Het Pratende Paard (2014) - als Amerigo (stem)
- De Club van Sinterklaas & De Verdwenen Schoentjes (2015) - als Wommie (stem)
- F.C. De Kampioenen 2: Jubilee General (2015) - als gevangene
- F.C. De Kampioenen 3: Forever (2017) - als gevangene
- F.C. De Kampioenen 4: Viva Boma! (2019) - als Danny
- Nachtwacht: De Dag van de Bloedmaan (2021) - als Bardal